# Lutzomyia monstruosa
Lutzomyia monstruosa är en tvåvingeart som först beskrevs av Floch H., Abonnenc E. 1944.  Lutzomyia monstruosa ingår i släktet Lutzomyia och familjen fjärilsmyggor. Inga underarter finns listade i Catalogue of Life.